# Капан-ду-Сипо
Капан-ду-Сипо (порт. Capão do Cipó)  —  муниципалитет в Бразилии. входит в штат Риу-Гранди-ду-Сул. Составная часть мезорегиона Западно-центральная часть штата Риу-Гранди-ду-Сул. Входит в экономико-статистический  микрорегион Сантиагу, который входит в Западно-центральная часть штата Риу-Гранди-ду-Сул. Население составляет 2656 человек на 2006 год. Занимает площадь 1 022,182 км². Плотность населения — 2,6 чел./км².

## Статистика
- Валовой внутренний продукт на 2003 составляет 100.701.442,00 реалов (данные: Бразильский институт географии и статистики).
- Валовой внутренний продукт на душу населения на 2003 составляет 38.568,15 реалов (данные: Бразильский институт географии и статистики).